# فيل بول
فيل بول (بالإنجليزية: Phil Poole)‏ هو سياسي أمريكي، ولد في 3 مارس 1959 في الولايات المتحدة. حزبياً، نشط في الحزب الديمقراطي. وقد انتخب عضو مجلس نواب ألاباما.